# Барзеју де Ђилорт (Горж)
Барзеју де Ђилорт (рум. Bârzeiu de Gilort) насеље је у Румунији у округу Горж у општини Албени. Oпштина се налази на надморској висини од 381 m.

## Становништво
Према подацима из 2002. године у насељу је живело 66 становника, од којих су сви румунске националности.